# Катриель
Колония-Катриель (исп. Colonia Catriel), обычно называемый просто Катриель (исп. Catriel) — город и муниципалитет в департаменте Хенераль-Рока провинции Рио-Негро (Аргентина).

## История
Датой основания населённого пункта является 1899 год. Он был назван в честь династии индейских вождей, помогавших аргентинскому правительству.
Бурное развитие города началось после того, как в 1959 году рядом с ним началась добыча нефти. В настоящее время Катриель имеет неформальное прозвище «нефтяная столица провинции».